# 漢森縣 (南達科他州)
漢森县（英語：Hanson County）是位於美国南达科他州東南部的一個縣，面積1,128平方公里。根據2020年美國人口普查統計，共有人口3,461人。縣治亞歷山德里亞（Alexandria）。該縣成立於1871年1月13日，縣政府成立於1873年8月16日；縣名紀念達科他領地議員、苏族執法官約瑟·R·漢森（Joseph R. Hanson）。